# محمود تراوري (كاتب)
محمود إبراهيم شعيب تراوري (1968-) كاتب وروائي وإعلامي سعودي، أسس القسم الثقافي في صحيفة الرياضية، وهو من مؤسسي جريدة الوطن السعودية، وقناة اقرأ الفضائية، كتب في القصة والمسرح والرواية، وفاز بجوائز محلية وعربية، وهو من مواليد الطائف، حصل على بكالوريوس من جامعة أم القرى عام 1993، من قسم الإعلام (إذاعة وتلفزيون).

## أعماله
- رئيس القسم الثقافي بجريدة الوطن.
- التحق بالعمل الصحفي كمتعاون منذ عام 1983 م.
- 1983 – 1984 م كاتبًا لجريدة الندوة.
- 1985 م كاتبًا لجريدة عكاظ مكتب مكة.
- 1984 –1987 م كاتبًا لجريدة المدينة مكتب مكة.
- 1987 – 1993 م إدارة مكتب جريدة الرياضية بمكة المكرمة.
- تفرغ للعمل الصحفي بالشركة السعودية للأبحاث والنشر 1993 – 1998 م.
- أسس وأشرف على القسم الثقافي بصحيفة الرياضية 1991 – 1997 م، وشارك في تحرير العديد من الصفحات كمحرر صياغة.
- شارك وأشرف على النشاط الثقافي والاجتماعي والمسرحي بنادي الوحدة 1985 –1988 م.
- يكتب القصة والمسرح والرواية، ونشر أعماله في الصحف السعودية وعددًا من الصحف والدوريات العربية.
- أعد وكتب برامج للتلفزيون السعودي، ومنذ 2007 يعد ويقدم برنامج «المقهى الثقافي» باذاعة جدة «البرنامج الثاني».[1][2]

## إنتاجه الأدبي
- «بيان الرواة في موت ديما»، مجموعة قصصية، عن نادي الطائف الأدبي 1993.
- «ريش الحمام»، مجموعة قصصية، عن دار شرقيات بالقاهرة 1997.
- رواية ميمونة في ثلاث طبعات، الشارقة 2002، القاهرة، دمشق 2007.
- رواية «أخضر ياعود القنا» 2010.
- رواية «جيران زمزم» 2013.
- ينتظر أن تصدر له قريبا عن أدبي مكة مجموعة قصصية ثالثة بعنوان «ندءات الأزقة الأخيرة».
- له عملان روائيان مخطوطان «زيق الحلا»، و«جوش المسرى».
- قصص قصيرة بعنوان «نداءات الازقة الاخيرة» 2014.[1][2]

## الجوائز الأدبية
- فاز بجائزة أبها للقصة القصيرة عام 1992 م عن مجموعته (بيان الرواة في موت ديما).
- حاز جائزة النص المسرحي المميز بمهرجان الجنادرية 1997 م عن مسرحيته «مطبق مالح».
- حاز المركز الثاني للرواية جائزة الإبداع العربي بالشارقة الإصدار الأول 2002 م عن روايته «ميمونة».[1]

## المشاركات الأدبية والثقافية
- أحيا عشرات الأمسيات القصصية، وشارك وأدار عديد المحاضرات، والندوات في معظم مناطق ومدن المملكة، وبعض البلدان العربية وغير العربية.
- شارك في النشاط الثقافي والاجتماعي لرعاية الشباب (1984 – 1992 م) ومثل المملكة في التجمع الرابع لشباب دول مجلس التعاون الخليجي بالاحساء عام 1989 م.
- شارك ضمن وفد المملكة في المهرجان السابع للشعر والقصة لشباب دول مجلس التعاون الخليجي بجدة عام 1997 م.
- شارك في تأسيس قناة اقرأ الفضائية عام 1998 م، وعمل بها كاتبا ومراقبا للنصوص ومعدا ومذيعا ومنسقا للبرامج والإنتاج.
- ساهم في تأسيس جريدة الوطن 2000 م ولا زال يعمل بها رئيسا للقسم الثقافي. حيث عمل بها محررا، ونائبا لمدير مركز جدة، ومديرا مكلفا لمركز جدة (2003 – 2004).
- شارك في ندوة ايفا للحوار الثقافي الأوروبي الإسلامي بألمانيا 2002 .[1][2]

## وصلات خارجية
- [مقابلة حليمة مظفر مع محمود تراوري|https://www.youtube.com/watch?v=GqbQwruGgG4]